# 정태리
정태리(1994년 4월 18일 ~ )는 대한민국의 배우이다. 남매로는 나이 차이가 띠동갑인 배우 정태우가 친오빠이며, 5세 연상 남편인 김진양과 2019년 11월 9일에 결혼식을 올렸다.

## 학력
- 경기대학교 연기학과 졸업

## 출연 작품

### 드라마
- 2017년 SBS플러스 《아이돌마스터.KR - 꿈을 드림》 ... 태리 역
- 2017년 웹드라마 《더 블루 씨》 ... 정가영 역
- 2018년 KBS1 《조선미인별전》 ... 규희 역
- 2020년 KBS1 《거북이 채널》 ... 태리 역

### 뮤지컬
- 2017년 《사랑은 비를 타고》 ... 유미리 역

### 연극
- 2019년 《잃어버린 마을》 ... 재희 역